# 康斯坦丁-阿森 (維丁親王)
康斯坦丁-阿森王子（Konstantin-Assen，1967年12月5日—），出生于马德里。保加利亚王子、维丁亲王、薩克森公爵，是保加利亚国王西美昂二世与玛格丽塔·戈麦斯-阿瑟博-塞胡拉王后的幼子。